# Português timorense
O português de Timor-Leste ou português timorense é a variedade da língua portuguesa falada em Timor-Leste.
O português é língua oficial de Timor-Leste ao lado do tétum-praça (em tétum tetun prasa) e também conhecido por tétum-dili, variedade da língua tétum que possui função de língua franca entre os diferentes grupos etnolinguísticos do país e, por isso, é a principal língua nacional.

## História

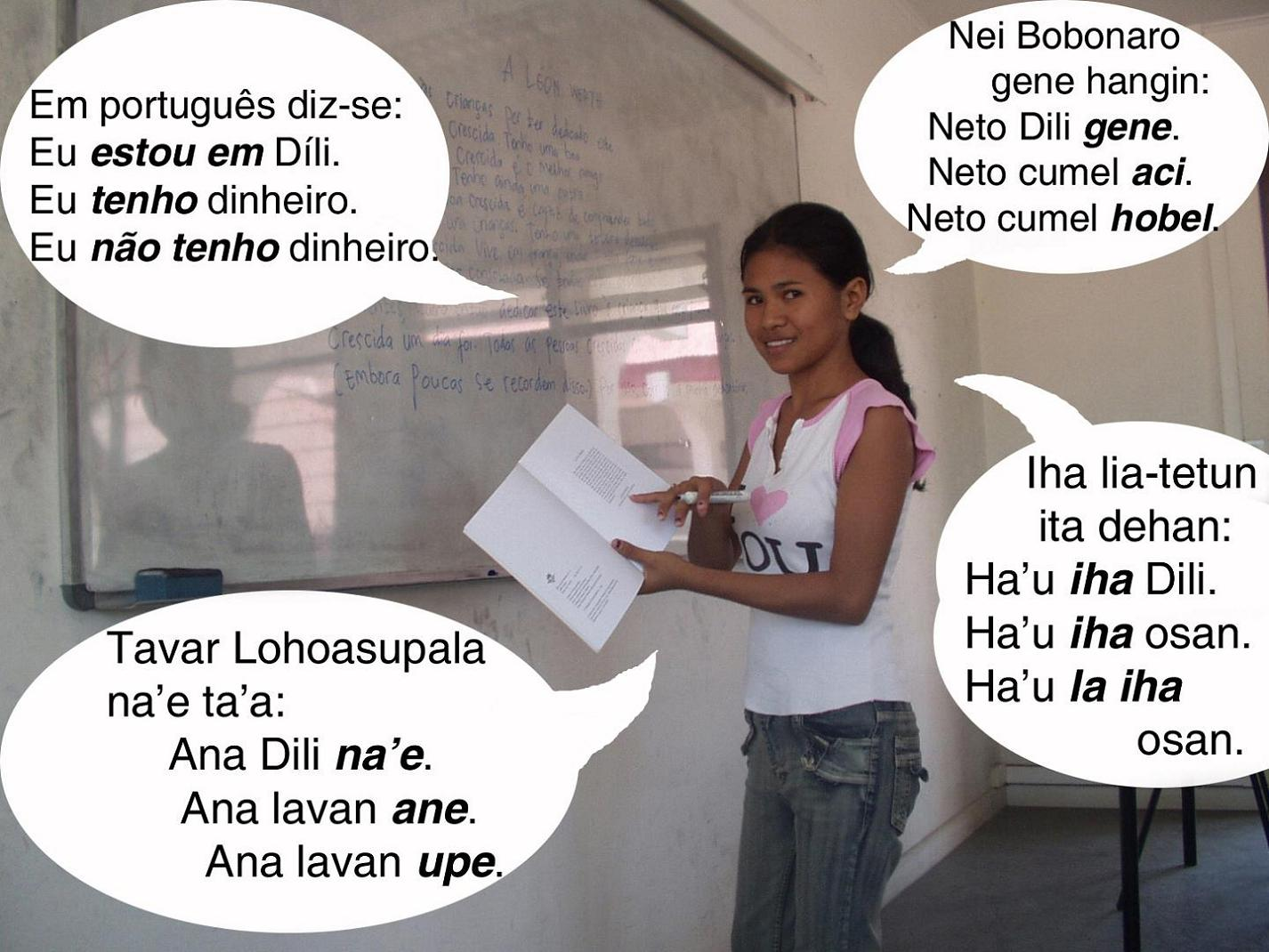
Em Timor-Leste o português coexiste com as línguas nacionais.

Durante o domínio português, quer na administração, quer no sistema de ensino, era usada exclusivamente a língua portuguesa, embora coexistindo, no dia-a-dia, com o tétum e com outras línguas. O português influenciou profundamente o tétum, especialmente a variedade falada como língua franca, conhecida como tétum-praça, que constitui atualmente a variedade oficial da língua e a ensinada nas escolas.
Com a anexação do território pela Indonésia, o uso do português foi proibido, impondo-se a língua indonésia, idioma até então desconhecido no território. Durante 24 anos, toda uma geração de timorenses cresceu e foi educada nesta língua. O português sobreviveu, no entanto, como língua de resistência, usada pela Frente Revolucionária de Timor-Leste Independente (Fretilin) e pelas outras organizações da resistência nas suas comunicações internas e no contacto com o exterior. Este uso do português, muito mais do que do tétum, conferiu-lhe uma enorme carga simbólica.
Com o término da ocupação e a independência de Timor-Leste em 20 de Maio de 2002, as novas autoridades do país fizeram questão de recuperar o idioma da antiga potência administrante. A Constituição reconheceu ao português o estatuto de "língua oficial" ao lado do tétum.
Para os timorenses mais idosos, o indonésio é negativamente associado ao regime repressivo de Suharto mas, por outro lado, muitos jovens têm-se mostrado adversos à reintrodução do português, visto como "língua colonial", um pouco como os indonésios veem o neerlandês. No entanto, enquanto a língua e a cultura neerlandesas tiveram reduzida influência na Indonésia, as culturas portuguesa e timorense interligaram-se ao longo dos séculos, nomeadamente através de casamentos mistos, criando-se uma afectividade em relação ao português em Timor-Leste que nunca existiu com o neerlandês na Indonésia. Um bom exemplo da aceitação popular do português é o facto de 70% dos apelidos (sobrenomes) e 98% dos nomes próprios dos timorenses serem, ainda hoje, portugueses.
Os dirigentes timorenses têm clara noção que foi graças à colonização dos portugueses que Timor-Leste (com o enclave de Oecusse e a ilha de Ataúro) criou uma identidade própria e se diferenciou da outra metade da ilha e das restantes milhares de ilhas que compõem o vasto arquipélago indonésio.
Contando, com a colaboração activa de Portugal e do Brasil, o português tem vindo progressivamente a recuperar terreno, sendo que actualmente cerca de 30% dos timorenses falam português (23,5% de acordo com o censo de 2010).

## Acordo Ortográfico
Timor-Leste não participou nos trabalhos do Acordo Ortográfico de 1990 porque, na época, o território encontrava-se ocupado pela Indonésia, tendo recuperado a independência somente em 2002. Em julho de 2004 esteve presente na V Cimeira da CPLP, realizada em São Tomé, onde foi assinado o "Segundo Protocolo Modificativo" que, para além de deliberar que seria suficiente a ratificação por três países para que o Acordo Ortográfico entrasse em vigor, também admitiu Timor-Leste ao Acordo.
Em Setembro de 2009 o Acordo Ortográfico foi ratificado através resolução do Parlamento Nacional da República Democrática de Timor-Leste. Timor-Leste tornou-se, assim, o quinto Estado membro da CPLP a ratificar o documento.
Apesar da existência no território de um contingente de professores brasileiros, o governo oficialmente segue as regras gramaticais do português europeu e utiliza as normas do Acordo Ortográfico de 1945.
Não dispondo de uma instituição literária específica para a difusão e normatização da língua portuguesa, a instituição orgánica académica Centro de Língua Portuguesa da Universidade Nacional Timor Lorosa'e, inaugurado em 2001, têm sido o espaço de resguardo da língua no país, juntamente com seu anexo, o Centro Cultural Português.

## Aspectos linguísticos
A variedade da língua portuguesa falada em Timor-Leste, segundo estudos recentes, caracteriza-se como uma variedade nacional específica, variedades deste tipo são chamadas de variedades não dominantes, sendo que o Português de Timor-Leste é considerado uma variedade não dominante, da mesma maneira que outras variedades do Português, como o Português de Angola, o Português de Macau, entre outros. Os traços tipológicos marcantes são as influências das línguas nativas, principalmente o tétum, resquícios do contato com povos vizinhos ou próximos, como de origem malaia, chinesa, japonesa, e dos crioulos asiáticos de base portuguesa, o Crioulo Português de Malaca e de Macau.
No nível da fonologia, há fenômenos de metátese, desnasalização, ressilabação e variação na realização das consoantes palatais:
ʃ > realizado como [sʲ] ou [s]: 
Ex. chegar [se.‘ga.a] ~ [‘sʲe.ga]; chá [sʲa]; bicho [‘bi.su]; 

ʎ > realizado [ʎ], [l] ou [lʲ]
Ex.velho [‘ve.lʲu] ~ [‘be.lʲi]; olho [‘o.lʲu] ~ [‘oy.lu]; espelho [es.‘pe.lu] ~ [es.‘pe.lʲu]; 

ɲ > realizado como [ɲ], [n] ou [nʲ] 
Ex. vinho [‘bi.nʲu] ~ [‘vi.nʲu]; rascunho [ras.‘ku.nʲu] ~ [ras.‘ku.nyu]; bonitinho [bo.ni.‘ti.yu] ~ [bo.ni.‘ti.nʲu];

ʒ > realizado como [ʒ], [z], [dʒ], [zʲ] ou [d]
Ex. ajuda [a.‘zu.da] ~ [a.‘dʒu.da]; João [‘zʲu.an] ~ [‘du.an]; já [zʲa] ~ [dʒa]; hoje [‘o.ze] ~ [‘o.dʲi].

Ressilabação ou mudança de acentuação:

ouvir [‘o.bi] ~ [‘o.vi] ~ [o.‘vi.i] ~ [o.‘vi.ir];
fumar [‘fu.ma] ~ [fu.‘ma.ar];
correr [‘kɔ.rer] ~ [ku.re.e] ~ [ku.re.er];
chocolate [ʃo.ko.‘la.te] ~ [sʲuk.‘la.te];
cômico ‘engraçado, pessoa engraçada’ [‘ko.mi.ku] ~ [‘ko.mik];
telemóvel ou celular (Português Brasileiro)’ [tel.mɔ.vel].

Na morfossintaxe, há variação na declinação dos pronomes pessoais e no uso da morfologia verbal, com tendência a simplificá-las a um paradigma menor; advérbios usados como marcadores aspectuais ou modais em posição pré-verbal, como ‘já‘ (1), construções com copula zero ou uso distinto da copula (2); sentenças com ‘é que‘ como um marcador polissêmico (3); e construções com a partícula ‘se‘ sendo omitida ou empregada de maneira adicional (4) e (5); e, finalmente, emprego variável de preposições e conjunções em certos casos de regências nominais e verbais específicos: 

1.      Ele já chega muito cedo (Albuquerque, 2014, p. 190)
2.      ‘Á língua português é uma língua que mais importante Timor (...) (Albuquerque, 2014, p. 190)
3.      Timor Leste é que alguns sabe de falar antes da chegada dos portuguesa. (Albuquerque, 2014, p. 195)
4.     (...) quando davam tiros pronto os meus pais disseram para esconder para ficarmos dentro da casa. (Afonso & Goglia 2015, p. 24)
5.      Essa é outro massacre que se existe em Timor (...) (Afonso & Goglia 2015, p. 28)
No léxico, há presença de lexemas tetumófonos, malaios e dos crioulos portugueses asiáticos, e há retenções do léxico lusófono quinhentista e mudanças semânticas específicas ocorridas somente em Timor-Leste, o que faz com que certas palavras de origem portuguesa sejam usadas com outros significados. Seguem alguns exemplos:

Retenções do léxico quinhentista:
carreta: ‘carro’ usado também com o significado de ‘arado’ e ‘qualquer tipo de aparelho puxado por tração’ seja ela animal ou mecânica;
formosura: ‘beleza’, contrastando com a palavra belo, que no Português de Timor  é empregado como antropônimo masculino, e bonito(a) que faz referência a beleza de alguém, porém com conotação sexual e/ou desrespeitosa; 
regatear: ‘pechinchar’; 
gentio: ‘timorense não praticante do catolicismo’, referindo-se à população rural que mantém práticas rituais pagãs, ou à pequena parcela da população que pratica o budismo;
saugate ‘dar’; 
açafate ‘cesto arredondado e baixo’, aparentemente algumas variedades do português apresentam esse lexema com mesmo significado;
chumaço ‘almofada, travesseiro’;
tacho ‘tipo de frigideira chinesa’;
cravo ‘brinco pequeno’ por metonímia cravo ‘tipo de prego usado para fixar objetos grandes’.

Mudanças semânticas:  
amo ‘padre católico’ o lexema amo serve como base para compostos, como amo-bispo ‘bispo’, amo-papa ‘papa’ e amo-lulik ‘autoridades do clero’;
bazar ‘mercado popular, feira’ do persa, via malaio, enquanto mercado faz referência a supermercados;     
serviço ‘profissão, trabalho, trabalhar’;
estilo ‘cerimônia tradicional de sacrifício de animais’;
colega ‘tratamento entre amigos íntimos de mesma idade, ou de idade aproximada’
argolinha ‘tipo de brinco em forma de argola’, diferencia-se do cravo exatamente pela forma; 
maun ‘forma de tratamento para irmão ou amigo mais velho’, o mesmo acontece com mana como forma de tratamento para se referir as mulheres. Nestes dois exemplos fica evidente a redução fonética da sílaba inicial de irmão/irmã e a desnasalização da sílaba final;
mestre ‘professor de escola’, em oposição a docente ‘professor universitário’;   
aluno(a) ‘estudante em nível escolar’, em oposição a estudante ‘estudante universitário’; 
valor ‘resultado dos exames escolares’ provavelmente uma extensão semântica do significado da palavra valor aplicado ao valor das notas escolares. 

Elementos tetumófonos:
tais ‘pano tradicional, ou vestimenta feita com este pano’, o tais em forma de faixa para ser usada em volta do pescoço é um símbolo nacional e ofertado em cerimônias como presente a uma pessoa homenageada;
liurai ‘rei, régulo, chefe’;
suco ‘divisão nativa de pequenos territórios, vila’;
tua ‘vinho de palmeira’, o vinho de palmeira de origem nativa possui dois tipos: tua-sabu ‘vinho de palmeira incolor com alta concentração de álcool’ e tua-mutin ‘vinho de palmeira de cor branca (similar ao leite) com baixa concentração alcoólica’;
dató ‘nobre, ou qualquer pessoa de classe social prestigiada’;
bua ‘substância para mascar feita de cal e noz de areca, enrolada na folha de betel (Piper betle)’;
osan ‘dinheiro’;
kota ‘bairro’.